# Marie de Orléans (1813-1839)
Marie Christine Caroline Adélaïde Françoise Léopoldine d’Orléans (12 aprilie 1813, Palermo - 6 ianuarie 1839, Pisa) a fost prințesă franceză și, prin căsătorie, ducesă de Württemberg (1837). La insistența tatălui ei a primit o educație solidă; a pictat și sculptat.

## Familie
A fost al treilea copil și a doua fiică a regelui Ludovic-Filip al Franței și a soției sale, Maria Amalia a celor Două Sicilii, fiica regelui Ferdinand I al celor Două Sicilii. La 17 octombrie 1837, Marie Christine s-a căsătorit cu Prințul Alexandru de  Württemberg (1804–1881), fiul Ducelui Alexandru de Württemberg (1771–1833) și a soției sale, Antoinette de Saxa-Coburg-Saalfeld (1779–1824). Membru a unei ramurii a unei nu foarte prestigioase familii princiare germane, Alexandru a fost totuși nepotul regelui Frederic I de Württemberg (prin tatăl său) și a regelui Leopold I al Belgiei (prin mama sa). De asemenea, a fost verișor primar al reginei Victoria și al soțului ei Prințul Albert , al regelui Ferdinand al II-lea al Portugaliei și al împăraților Rusiei Alexandru I și Nicolae I.
Maria d'Orléans și Alexandru de Württemberg au avut un copil, Filip de Württemberg, care a moștenit ducatul tatălui său în 1865 și s-a căsătorit cu Arhiducesa Marie-Therese de Austria (1845–1927) (fiica Arhiducelui Albert, Duce de Teschen). Ei sunt ascendenții actualilor pretendenți la tronul din Württemberg.

## Biografie

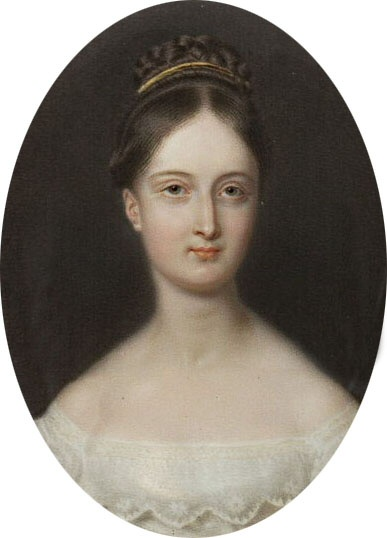
Portret al Mariei d'Orléans

La începutul anului 1834, ca urmare a consolidării Monarhiei din Iulie și a acceptării lui Ludovic Filip de către monarhii europeni, regele celor Două Sicilii, Ferdinand al II-lea a consimțit la căsătoria dintre Prințesa Marie de Orléans cu unul dintre frații lui mai mici. Leopold al celor Două Sicilii (1813–1860), conte de Siracuza, era (ca și Ferdinand) fiul regelui Francisc I și al celei de-a doua soții, Maria Isabela a Spaniei. Nepot al mamei Mariei (regina Maria Amalia) el era de asemenea frate vitreg al ducesei de Berry, născută din prima căsătorie a lui Francisc I cu arhiducesa Maria Clementina de Austria și mama pretendentului legitimist la tronul Franței, Ducele de Bordeaux.
Totuși, după revoltele care au afectat Franța în aprilie 1834, curtea de la Neapole a cerut ca Marie să primească imediat o parte din averea familiei Orléans. Ludovic Filip a găsit cererea nerezonabilă și negocierile de căsătorie au eșuat. 
În 1837, prințesa Marie s-a căsătorit cu Ducele Alexandru de Württemberg (1804–1881). O astfel de căsătorie nu a fost de prestigiu și ea a avut loc la intervenția unchiului miresei, regele Leopold I al Belgiei, care era de asemenea și cumnatul miresei. Ceremonia a avut loc la 18 octombrie 1837 la Marele Trianon de la Versailles, restaurat pentru uzul personal al regelui Ludovic Filip.
În 1838, slăbită de o tuberculoză pulmonară, Marie a plecat la Pisa, clima de acolo fiind recomandată în situația ei. Fratele ei, ducele de Nemours, a fost trimis mai târziu de către părinții ei și a sosit doar cu o zi înainte de moartea ei la 6 decembrie 1839. A fost înmormântată la 27 ianuarie la capela regală de la Dreux.